# Centropyge multicolor
Centropyge multicolor là một loài cá biển thuộc chi Centropyge trong họ Cá bướm gai. Loài này được mô tả lần đầu tiên vào năm 1974.

## Từ nguyên
Từ định danh của loài được ghép bởi hai từ trong tiếng Latinh: multi ("nhiều") và color ("màu sắc"), hàm ý đề cập đến việc loài này có nhiều màu sắc hơn so với các loài cùng chi với chúng.

## Phạm vi phân bố và môi trường sống
C. multicolor có phạm vi phân bố tập trung chủ yếu ở các đảo quốc, quần đảo ở Tây và Trung Thái Bình Dương. Loài này được ghi nhận tại nhiều vị trí như quần đảo Caroline (Liên bang Micronesia và Palau), quần đảo Mariana (bao gồm Bắc Mariana và Guam), quần đảo Marshall, quần đảo Gilbert (Kiribati), Vanuatu, Tuvalu, Fiji, Tonga, quần đảo Cook, quần đảo Samoa và quần đảo Société; những cá thể lang thang cũng được ghi nhận tại quần đảo Hawaii và đảo Johnston.
C. multicolor sống gần các rạn san hô viền bờ ở vùng nước sâu, thường phổ biến ở khu vực có nền đáy đá vụn với sự phát triển phong phú của các rạn san hô, độ sâu khoảng từ 20 đến ít nhất là 115 m.

## Mô tả
C. multicolor có chiều dài cơ thể tối đa được biết đến là 9 cm. Thân trên của C. multicolor có màu kem, màu vàng ở bụng, chuyển dần thành màu cam và sẫm nâu hơn ở phía sau của bụng. Mõm và cằm có màu phớt vàng. Phần đỉnh đầu có một đốm màu đen kéo dài xuống mắt, trên đốm đen đó có các vệt đốm màu xanh lam sáng. Cuống đuôi và vây đuôi, cũng như vây ngực và vây bụng, đều có màu vàng tươi. Vây lưng và vây hậu môn có màu xanh đen với dải viền màu xanh óng ở rìa (hai vây này lốm đốm các vệt đen ở phía sau).
Số gai vây lưng: 14; Số tia vây ở vây lưng: 16–17; Số gai vây hậu môn: 3; Số tia vây ở vây hậu môn: 17.

## Sinh thái học
Thức ăn chủ yếu của C. multicolor là tảo. C. multicolor thường có xu hướng hợp thành một nhóm nhỏ, với một con cá đực trưởng thành thống trị những con cá cái trong hậu cung của nó (một nhóm có từ 3 đến 7 cá thể).
C. multicolor được biết là đã lai tạp với hai loài Centropyge khác là Centropyge ferrugata và Centropyge bicolor, đều được ghi nhận tại Philippines. C. multicolor cùng với hai loài là Centropyge joculator và Centropyge nahackyi hợp thành nhóm phức hợp loài "multicolor" do có sự giống nhau về mặt di truyền, mặc dù chúng rất khác nhau về kiểu hình.

## Thương mại
C. multicolor là loài cũng được nuôi làm cá cảnh nhưng chúng ít khi được thu thập và xuất khẩu.